# Sonate K. 393
La sonate K. 393 (F.339/L.74) en si bémol majeur est une œuvre pour clavier du compositeur italien Domenico Scarlatti.

## Présentation
La sonate K. 393, en si bémol majeur, notée Minuet, forme une paire avec la sonate précédente. Les deux paires précédentes (K. 388 et 389, K. 390 et 391) montrent une logique séquentielle claire : une sonate binaire, au caractère brillant, sonore et relativement polyphonique, suivie d'un menuet à deux voix (Minuet étant précisé pour K. 393 dans les deux sources et seulement dans Parme pour la K. 391), mais de forme irrégulière,. La danse est étonnamment viennoise dans le style et Pestelli la compare aux futurs menuets des symphonies de Haydn et Mozart. Scarlatti conserve l'esprit du si bémol majeur figurant dans tant d'autres sonates, par exemple K. 248 et 249, 411 et 503 — avec des trilles — et pour les arpèges : K. 472, 57 et 529.

## Manuscrits
Le manuscrit principal est le numéro 6 du volume IX (Ms. 9780) de Venise (1754), copié pour Maria Barbara ; les autres sont Parme XI 6 (Ms. A. G. 31416), Münster III 31 (Sant Hs 3967). Une copie figure à la Morgan Library, ms. Cary 703 (no 26).

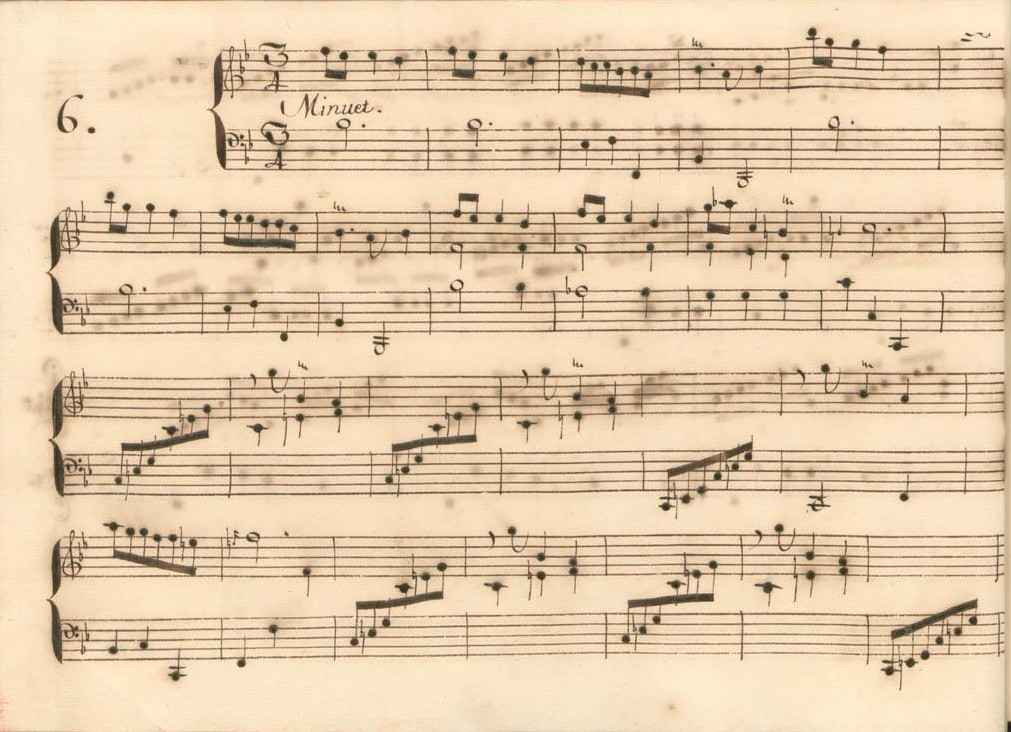
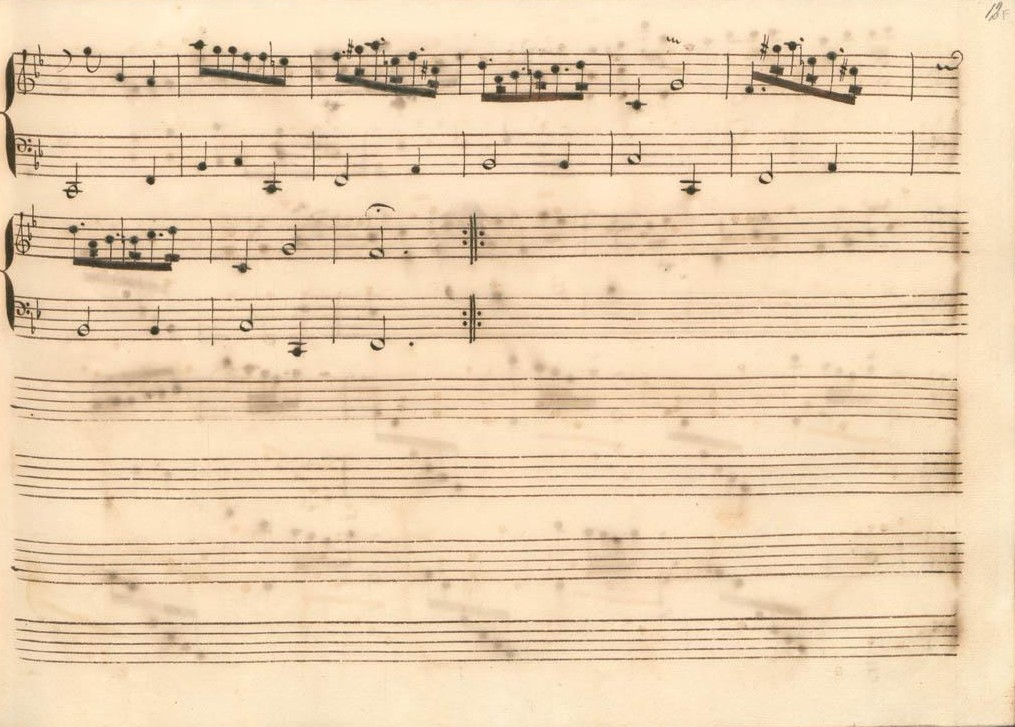
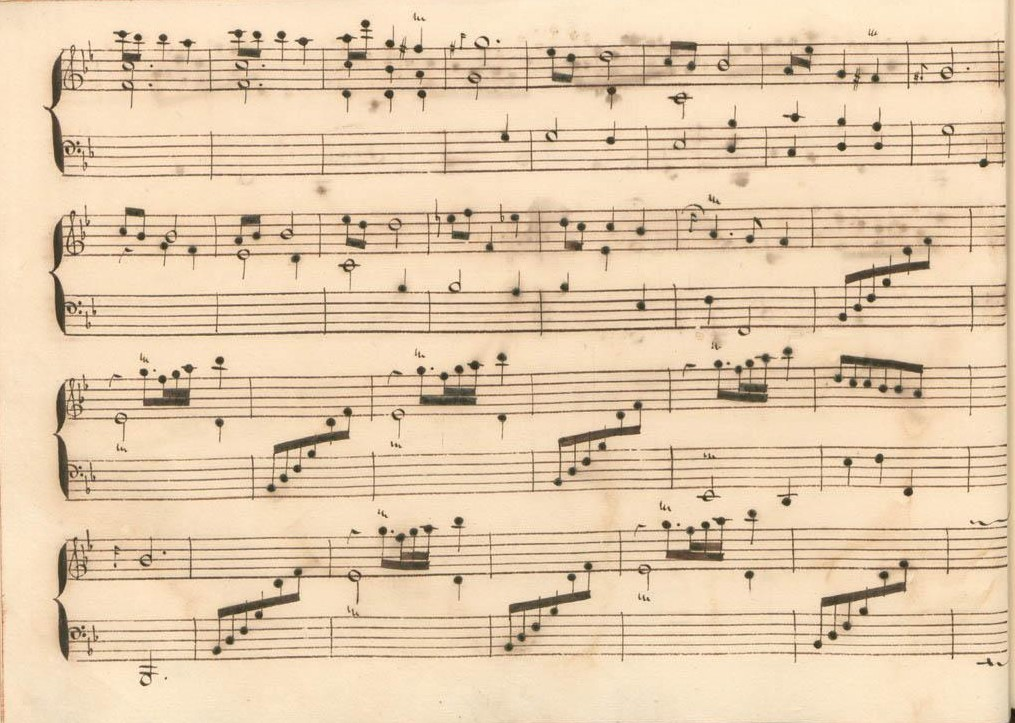
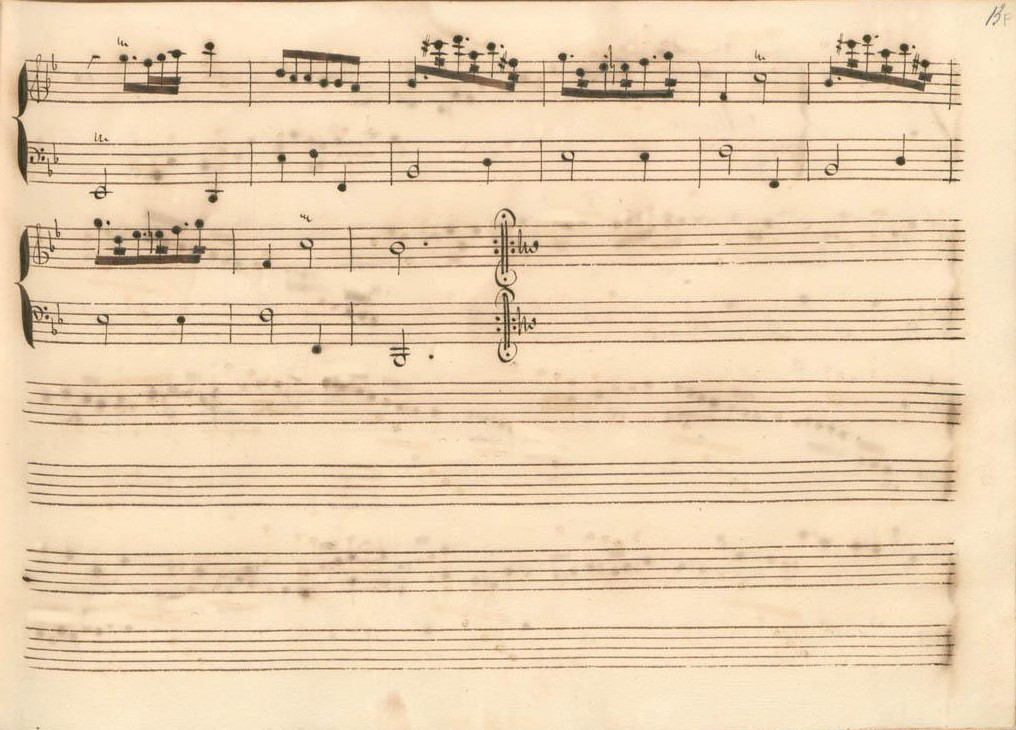

## Interprètes
La sonate K. 393 est défendue au piano, notamment par Carlo Grante (2012, Music & Arts, vol. 3) ; au clavecin par Scott Ross (1985, Erato), Richard Lester (2003, Nimbus, vol. 4) et Pieter-Jan Belder (Brilliant Classics, vol. 9).

## Sources
: document utilisé comme source pour la rédaction de cet article.
- Ralph Kirkpatrick (trad. de l'anglais par Dennis Collins), Domenico Scarlatti, Paris, Lattès, coll. « Musique et Musiciens », 1982 (1re éd. 1953 (en)), 493 p. (ISBN 978-2-7096-0118-4, OCLC 954954205, BNF 34689181).
- Alain de Chambure, « Domenico Scarlatti : Intégrale des sonates — Scott Ross », Erato (2564-62092-2), 1985 (OCLC 891183737) .
- * (en) Carlo Grante, « Domenico Scarlatti, intégrale des sonates pour clavier (vol. 4) », Music & Arts (CD-1293), 2016 (OCLC 1020680576) .
- (es) Celestino Yáñez Navarro (thèse), Nuevas aportaciones para el estudio de las sonatas de Domenico Scarlatti. Los manuscritos del Archivo de Música de las Catedrales de Zaragoza, Université autonome de Barcelone, 2016 (lire en ligne)